# カーリングシトーンズ デビューライブ! 〜カーリング・シトーンズと近所の石〜
『カーリングシトーンズ　デビューライブ!　〜カーリング・シトーンズと近所の石〜』は、日本のロックバンドであるカーリングシトーンズの通算1枚目のライブ・アルバム。2019年12月18日発売。発売元はDREAMUSIC。規格品番：MUCD-1443/4（DVDはMUBD-1085、BDはMUXD-1019/20/21）。

## 解説
伝説のデビューライブをメディア化したもの。アンコールを含め、全16曲を収録。BDには音声特典として、副音声にて、メンバーによる解説あり。

## 収録曲
DISC.1
1. カーリングシトーンズのテーマ ＜OPENING SE.＞
  - 作詞・作曲：寺岡シトーン
2. スベり知らずシラズ
  - 作詞：奥田シトーン・浜崎シトーン　
  - 作曲：奥田シトーン
3. 何しとん？
  - 作詞・作曲：斉藤シトーン
4. カリフォルニア
  - 作詞：寺岡シトーン・浜崎シトーン
  - 作曲：寺岡シトーン
5. 俺たちのトラベリン
  - 作詞・作曲：浜崎シトーン
6. わかってさえいれば
  - 作詞・作曲：トータスシトーン
7. マホーのペン
  - 作詞・作曲：キングシトーン
8. 銃爪 with 世良公則
  - 作詞・作曲：世良公則
9. 宿無し with 世良公則
  - 作詞・作曲：世良公則

DISC.2
1. キャラバン
  - 作詞：浜崎シトーン・奥田シトーン
  - 作曲：奥田シトーン
2. タイムテーブル
  - 作詞・作曲:キングシトーン
3. AB/CD
  - 作詞・作曲：トータスシトーン
4. Oh! Shirry
  - 作詞：寺岡シトーン・トータスシトーン
  - 作曲：寺岡シトーン
5. ガッツだぜ！！
  - 作詞・作曲：トータス松本
6. スベり知らずシラズ（リプライ）
  - 作詞：奥田シトーン・浜崎シトーン
  - 作曲：奥田シトーン
7. 夢見心地あとの祭り
  - 作詞：トータスシトーン・浜崎シトーン
  - 作曲：トータスシトーン
8. 涙はふかない
  - 作詞：寺岡シトーン・トータスシトーン
  - 作曲：寺岡シトーン